# Hartsville (Carolina do Sul)
Hartsville é uma cidade localizada no estado norte-americano de Carolina do Sul, no Condado de Darlington.

## Demografia
Segundo o censo norte-americano de 2000, a sua população era de 7556 habitantes.
Em 2006, foi estimada uma população de 7473, um decréscimo de 83 (-1.1%).

## Geografia
De acordo com o United States Census Bureau tem uma área de
13,0 km², dos quais 12,9 km² cobertos por terra e 0,1 km² cobertos por água.

## Localidades na vizinhança
O diagrama seguinte representa as localidades num raio de 24 km ao redor de Hartsville.